# Johanna Erdmenger
Johanna Karen Erdmenger (* 1969) ist eine deutsche Physikerin.

## Leben
Johanna Erdmenger wurde 1969 geboren. Sie war ab September 1975 Schülerin an der Europäischen Schule Brüssel II. 1987 legte sie dort ihr Abitur ab. Von 1987 bis 1992 studierte sie an der Universität Hamburg Physik und schloss das Studium mit dem Diplom ab; Betreuer ihrer Diplomarbeit war Kurt Scharnberg. Danach ging sie für das Promotionsstudium nach England an die University of Cambridge. Die Doktorarbeit fertigte sie bei Hugh Osborn an und promovierte 1996 in Cambridge mit einer Dissertation über konforme Quantenfeldtheorien in höheren Dimensionen. Von 1996 bis 1999 arbeitete sie als Postdoktorandin am Institut für Theoretische Physik der Universität Leipzig. Anschließend ging sie in die USA an das Massachusetts Institute of Technology und war dort ebenfalls als Postdoc bis 2001 tätig.
Von 2001 bis 2005 war sie Emmy-Noether-Nachwuchsgruppenleiterin am Institut für Physik der Humboldt-Universität zu Berlin, wo sich ihre Gruppe mit der „Quantenfeldtheorie: Renormierung, Konforme Korrelationsfunktionen und Anti-de-Sitter-Hintergrund“ beschäftigte. Währenddessen habilitierte sie sich an der Universität. Ihr Weg führte sie 2005 nach München an das Max-Planck-Institut für Physik. Dort war sie bis 2016 als Forschungsgruppenleiterin tätig. Von 2014 bis 2016 lehrte sie zudem als Honorarprofessorin an der Ludwig-Maximilians-Universität München. Seit Oktober 2016 ist sie Lehrstuhlinhaberin an der Julius-Maximilians-Universität Würzburg als Professorin für Theoretische Physik.
Ihre Forschungsinteressen sind hauptsächlich die Quantenfeldtheorie sowie Grundlagen und Anwendungen  der AdS/CFT-Korrespondenz, insbesondere im Hinblick auf Verbindungen zur Informationstheorie und auf schwarze Löcher. Weitere Themengebiete sind konforme Feldtheorie und Stringtheorie. Seit 2019 ist sie Projektleiterin im Cluster „EXC 2147: Komplexität und Topologie in Quantenmaterialien (CT.QMAT)“, der von der Exzellenzstrategie des Bundes und der Länder gefördert wird.
Von 2007 bis 2012 war Erdmenger Herausgeberin des European Physical Journal C. Die Universität Regensburg verlieh ihr 2008 den Prof.-Bernhard-Heß-Preis. Seit 2022 ist Erdmenger wissenschaftliches Mitglied im Bewilligungsausschuss für die Sonderforschungsbereiche der Deutschen Forschungsgemeinschaft.

## Publikationen (Auswahl)
- J. Erdmenger, H. Osborn: Conserved currents and the energy-momentum tensor in conformally invariant theories for general dimensions. In: Nuclear Physics B. Band 483, Nr. 1–2, 6. Januar 1997, S. 431–474, doi:10.1016/S0550-3213(96)00545-7, arxiv:hep-th/9605009.
- J. Babington, J. Erdmenger, N. Evans, Z. Guralnik, I. Kirsch: Chiral symmetry breaking and pions in nonsupersymmetric gauge / gravity duals. In: Phys. Rev. D. Volume, Nr. 69, 2004, S. 066007, doi:10.1103/PhysRevD.69.066007.
- J. Erdmenger, N. Evans, I. Kirsch, E. J. Threlfall: Mesons in gauge/gravity duals. In: The European Physical Journal A. Band 35, 27. Februar 2008, S. 81–133, doi:10.1140/epja/i2007-10540-1, arxiv:0711.4467.
- Johanna Erdmenger, Michael Haack, Matthias Kaminski, Amos Yarom: Fluid dynamics of R-charged black holes. In: Journal of High Energy Physics. Band 2009, Nr. 01, 20. Januar 2009, 055, doi:10.1088/1126-6708/2009/01/055, arxiv:0809.2488.
- Raimond Abt, Johanna Erdmenger, Haye Hinrichsen, Charles M. Melby-Thompson, René Meyer, Christian Northe, Ignacio A. Reyes: Topological Complexity in AdS3  /CFT2. In: Fortsch. Phys. Volume, Nr. 66, 3. Oktober 2017, S. 1800034, doi:10.1002/prop.201800034.
- Domenico Di Sante, Johanna Erdmenger, Martin Greiter, Ioannis Matthaiakakis, René Meyer, David Rodríguez Fernández, Ronny Thomale, Erik van Loon, Tim Wehling: Turbulent hydrodynamics in strongly correlated Kagome metals. In: Nature Commun. Volume, Nr. 11, 15. November 2019, S. 3997, doi:10.1038/s41467-020-17663-x (englisch).
- Martin Ammon, Johanna Erdmenger: Gauge/Gravity Duality: Foundations and Applications. Cambridge University Press, Cambridge 2015, ISBN 978-1-107-01034-5, doi:10.1017/CBO9780511846373.